# Викеде (Рур)
Викеде (њем. Wickede) општина је у њемачкој савезној држави Северна Рајна-Вестфалија. Једно је од 14 општинских средишта округа Зоест. Према процјени из 2010. у општини је живјело 12.113 становника. Посједује регионалну шифру (AGS) 5974056, NUTS (DEA5B) и LOCODE (DE WCK) код.

## Географски и демографски подаци
Викеде се налази у савезној држави Северна Рајна-Вестфалија у округу Зоест. Општина се налази на надморској висини од 140 метара. Површина општине износи 25,2 km². У самом мјесту је, према процјени из 2010. године, живјело 12.113 становника. Просјечна густина становништва износи 480 становника/km².